# Mas Vicenç (Vilaür)
Mas Vicenç és un mas del municipi de Vilaür a la comarca de l'Alt Empordà, a l'est del nucli urbà de la població , a poca distància d'aquest i a la zona coneguda com el barri del Puig. Fa cantonada entre el carrer de Dalt i la travessera de Dalt. És inclosa en l'Inventari del Patrimoni Arquitectònic de Catalunya.

## Descripció
És un mas de planta irregular format per diverses construccions adossades, força modificat a través del temps. La casa té la coberta de teula a dues vessants asimètrica i està distribuïda en planta baixa i dos pisos. La façana principal està orientada ponent, amb un petit recinte enjardinat al davant, delimitat per un dels edificis annexos del conjunt, probablement bastit al segle xix. S'hi accedeix des del carrer lateral a través d'un portal rectangular bastit amb carreus i llinda plana. Tant el portal com les finestres són rectangulars, estan emmarcades amb pedra i tenen les llindes gravades. La inscripció més antiga apareix a llinda de la porta d'accés i correspon a l'any 1555.
Al pis, la finestra central té gravada la inscripció "BALTAZAR GENER RECTOR DE VILAUR 1700" i l'emblema de la família, una G dins d'un cercle. L'obertura del costat, "NOS FECIT". A la façana nord es conserva l'antic forn de planta circular bastit amb pedra, actualment amb una construcció annexa adossada de maons. Hi ha dues finestres amb les llindes gravades amb l'any 1703 i l'emblema dels Gener altre cop. A la banda nord de la casa hi ha un edifici annex de planta rectangular, amb la coberta de dues aigües i dos pisos d'alçada. Presenta obertures rectangulars allindanades bastides en pedra, i destaca una galeria d'arcs de mig punt, a la planta superior de la façana sud. Una gran porta amb el coronament ondulat dona accés des del carrer de Dalt a l'interior de la finca.
L'obra és de paredat i amb carreus ben escairats a les cantonades.

## Història
Encara que les transformacions experimentades per la masia al llarg dels anys fan difícil establir amb certesa el seu origen, la tipologia i les diverses inscripcions que figuren a les façanes d'aquest mas, permeten la data de construcció inicial en el segle xvi. La inscripció més antiga apareix a llinda de la porta d'accés de la façana de ponent, i correspon a l'any 1555. Posteriorment va patir diverses modificacions tal com ho testimonien les altres dates que figuren a diverses obertures de les façanes de llevant i de migdia són: 1688, 1700, 1703…
Un període important d'intervenció va ser el corresponent als darrers anys del segle xvii i principis del segle xviii, quan Balthasar Gener, antic rector de Vilaür vers la fi del segle xvii, hi promogué diferents obres.